# Argas arboreus
Argas arboreus är en fästingart som beskrevs av Kaiser, Hoogstraal och Glen M. Kohls 1964. Argas arboreus ingår i släktet Argas och familjen mjuka fästingar.
Artens utbredningsområde är Kamerun. Inga underarter finns listade i Catalogue of Life.